# 李坚真

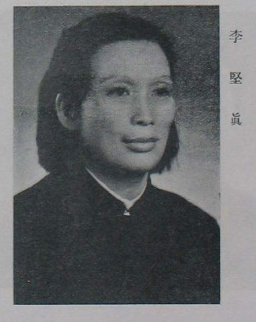

李坚真（1907年—1992年），广东丰顺人，中华人民共和国政治人物。中华人民共和国第一位女性省级人大常委会主任。

## 生平
李坚真随彭湃加入农民运动，先后参加广州暴动，并任丰顺县革命委员会副委员长、饶和埔中心县委妇委书记、中共闽粤赣特委委员、妇女部长，中共长汀县委书记，中共连城县工委书记、中共中央局妇女部长，随中央红军参加长征，任中央二纵队司令部民运科长兼工作队长、干部休养连指导员，期间亲自救了姚喆、钟赤兵等人，此两人后为中国人民解放军开国中将。在抵达陕北后，李坚真先后担任陕北省委组织部副部长、妇女部长，中共中央妇女部长，中共陕甘宁边区委员会执行委员。
抗日战争期间，担任担任陕甘宁边区各界妇女联合会筹备委员会主任，中共中央东南分局妇委书记、妇女部长。中共江西省委委员、妇女部长，中共中央东南局妇女部长，中共中央妇委常委等职位。
第二次国共内战期间，担任中共中央华中分局委员、华中分局民运部副部长、山东分局妇委书记等职位。
中华人民共和国成立后，她担任中共中央华南分局妇委书记，广东省土改委员会副主任，中共粤中区党委第二书记、第一书记，中共广东省委常委、省监委副书记、省委书记处书记兼监委书记，中共中央监委委员。文化大革命期间遭受迫害，随后任广东省人大常委会主任。1982年，担任中共中央顾问委员会委员。1992年3月30日在广州逝世。